# Nicolai Meyer
Nicolai Meyer, född 21 juli 1993 i Frederikshavn, är en dansk professionell ishockeyspelare som spelar för Södertälje i Allsvenskan.